# Pfarrkirche St. Peter ob Radenthein

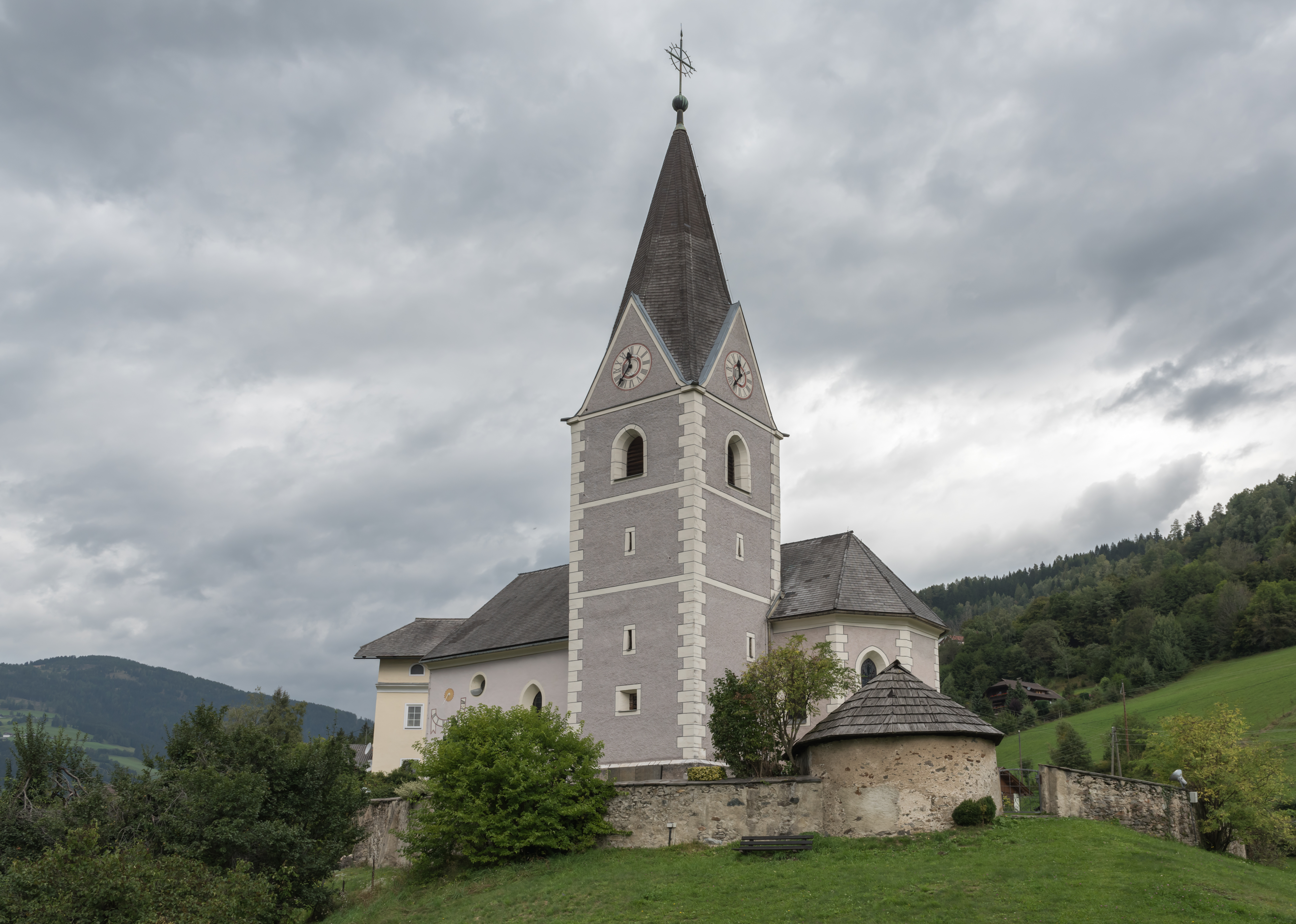
Katholische Pfarrkirche St. Peter ob Radenthein

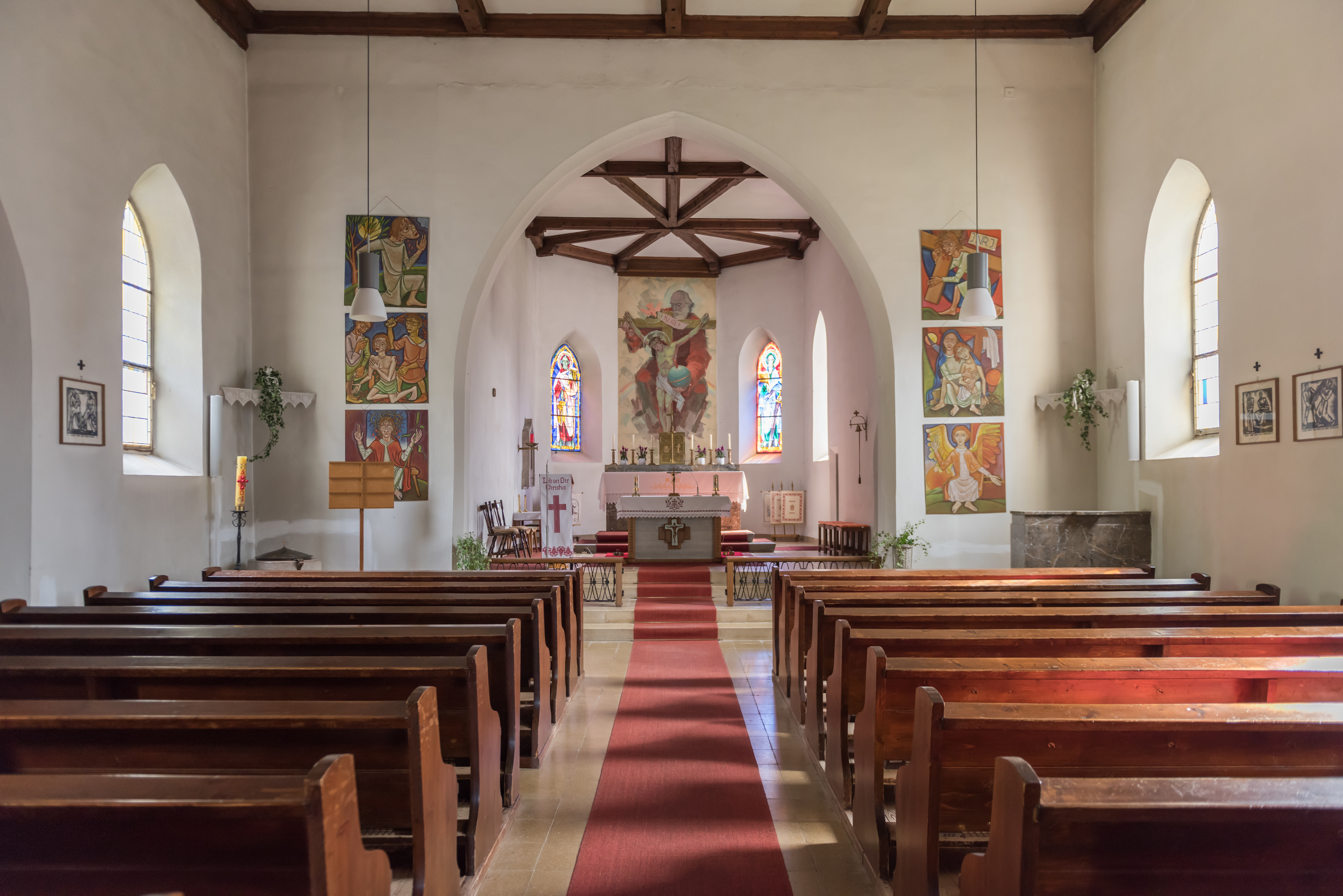
Langhaus, Blick zum Chor

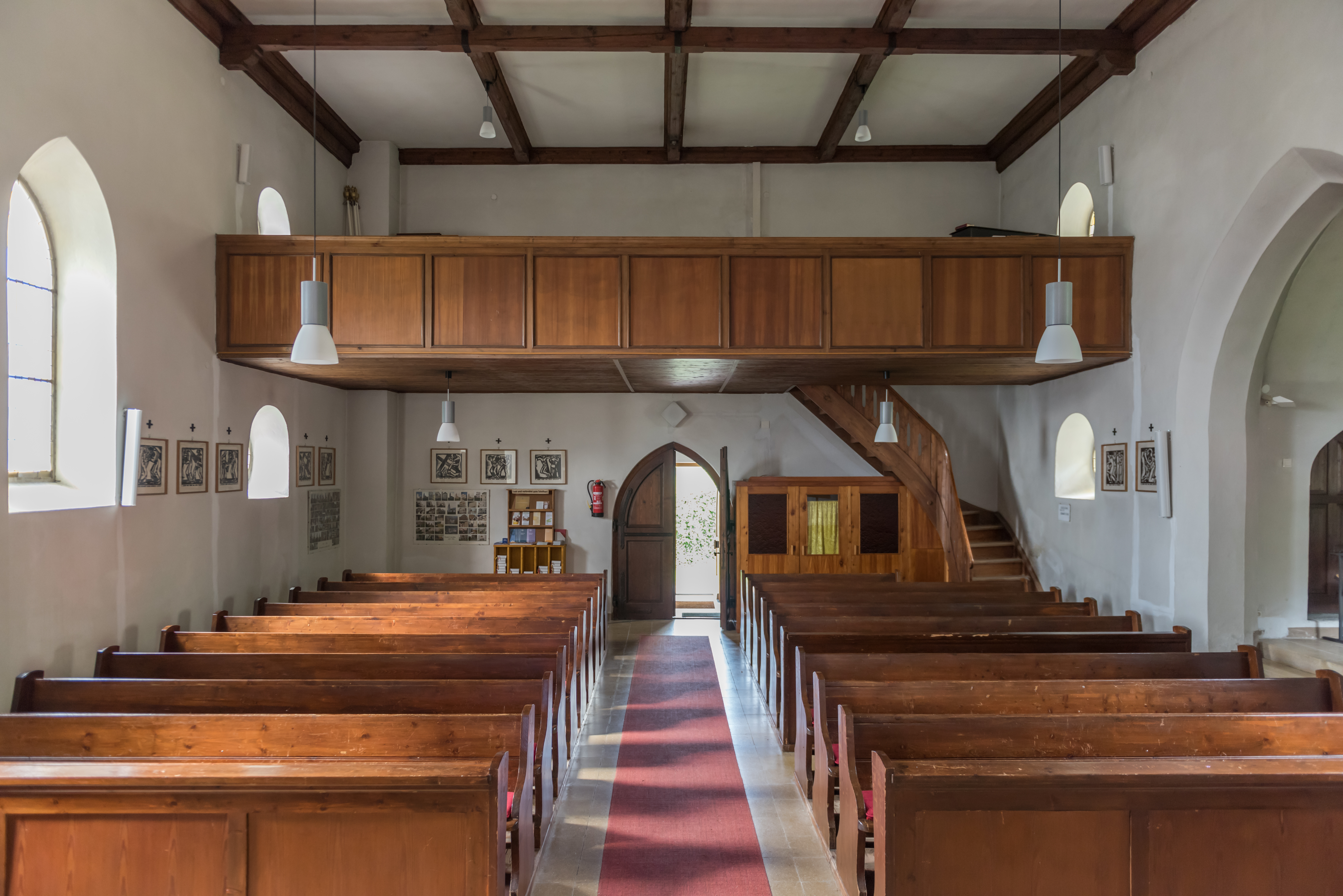
Langhaus, Blick zur Empore

Die römisch-katholische Pfarrkirche St. Peter ob Radenthein steht in der Siedlung St. Peter ob Radenthein in der Stadtgemeinde Radenthein im Bezirk Spittal an der Drau in Kärnten. Die dem Patrozinium des hl. Petrus unterstellte Pfarrkirche gehört zum Dekanat Gmünd-Millstatt in der Diözese Gurk-Klagenfurt. Die Kirche steht unter Denkmalschutz (Listeneintrag).

## Geschichte
Die älteste erhaltene Urkunde über Sankt Peter stammt aus dem Jahre 1212, in dieser beurkundet der Erzbischof Eberhard II. am 12. April 1212 zu Friesach den Kauf des Gutes Tweng samt dem Patronatsrecht über die Kirche Sankt Peter durch Bischof Walter von Conrad von Maria Pfarr in Salzburg. Die Kirche wurde nach der Chronik im Jahre 1481 gegen die Türken befestigt.
In der Nacht vom 4. auf den 5. März 1951 wurde die Kirche durch einen verheerenden Brand so weit zerstört, dass nur mehr eine Ruine stand. Ein halbes Jahr später setzten jedoch die Wiederaufbauarbeiten ein und am 26. Juli 1953 wurde die Kirche neu geweiht und ihrer Bestimmung übergeben. Beim Wiederaufbau hat man die Hauptmauern größtenteils instand setzen können und dementsprechend ist die alte Form erhalten geblieben. Im Innenausbau hat man sich den heutigen Erfordernissen angepasst, jedoch den Charakter der Kirche bewahrt.

## Architektur
Vom gotischen Kirchenbau ist nur der Chor mit einem Fünfachtelschluss wie auch die südliche Sakristeitür und der Zugang zum Turm erhalten.
Am einfachen Langhaus steht nördlich ein wohl frühbarocker Kapellenanbau, welcher 1946 als Kriegergedächtniskapelle eingerichtet wurde. Bei der Restaurierung nach dem Brand wurden die gotischen Wandvorlagen im Chor entfernt und im Langhaus und Chor die flache Holzdecke erneuert. Die Glasmalereien sind modern.
Im Chor befindet sich nordseitig eine spätgotische Sakramentsnische in Kielbogenform. Mittig im Chorschlusspolygon befindet sich das Wandgemälde Gnadenstuhl von Peter Brandstätter 1953.

## Einrichtung
Zwei Flügel eines spätgotischen Altärchens waren als Leihgabe des Kärntner Landesmuseums im Schloss Porcia in Spittal an der Drau ausgestellt.